# Здание парламента Таиланда
Здание парламента Таиланда (тайск. — สัปปายะสภาสถาน) — комплекс сооружений на берегу реки Чаупхрая в столице Таиланда, городе Бангкоке, для размещения парламента (национальной ассамблеи) страны.
В одиннадцатиэтажном (9 надземных и 2 подземных) здании могут одновременно работать 5000 человек, парковка рассчитана на 2000 автомобилей. В нём располагаются две палаты — сенат и палата представителей. Тут также будут располагаться музеи, рестораны, офисы, конференц-зал, часть территории и помещений будет общедоступной. Является одним из крупнейших зданий парламентов в мире. По некоторым данным является вторым по размеру административным учреждением в мире после Пентагона.
В комплексе будет работать «Музей Демократии», экспозиции которого связаны с историей политики Таиланда.

## История
Предыдущий комплекс зданий оказался недостаточным по размеру, чтобы вместить разросшийся аппарат парламента. Уже с 1992 года велись поиски новой территории. Было принято решение строить новые здания в районе Киаккаи (เกียกกาย) вдоль улицы Самсен. Экспроприация земель вызвала задержки в реализации проекта, выносились (нереализованные впоследствии) предложения о переносе стройки в Сарабури, что привело бы к удешевлению проекта благодаря экономии на строительстве водозащитных сооружений.
Комплекс зданий получил собственное имя: «Sappaya Sapasathan», которое можно перевести как «место заседаний для свершения добрых дел».

### Дизайн
Дизайн парламента был разработан тайской дизайн-студией «1051» под руководством национального деятеля искусств Тирапола Нийома (англ. — Theerapol Niyom), победившей в конкурсе 27 ноября 2009 года среди 133 участников (крупнейшем архитектурном конкурсе в Таиланде).
Проектом было предложено размещение двух залов заседаний («Зал солнца» на 800 мест для палаты представителей и «Зал луны» на 300 мест), наверху расположена золотая пагода. Для декора, символизирующего тайскую идентичность («ДНК Таиланда») было использовано 5018 тиковых деревьев. Золотая пагода, возвышаясь на 46 метров символизирует гору Меру. Дизайн пагоды был создан архитекторами, национальными деятелями искусств Pinyo Suwankiri и Phao Suwansaksri, экспертами истории тайской архитектуры.
Дизайн подвергался критике за возвышение религиозных идей в ущерб светским идеям демократии и народовластия. С осуждением выступали и профессиональные архитекторы.
В комплексе также спроектированы 110 комнат для встреч комитетов, 6 залов совещаний по 250 мест, а также большой конференц-зал на 1500 человек.
Под шпилем находится церемониальный зал, где предполагается проведение церемонии открытия сессии королем Таиланда. Зал декорирован фресками, выполненными художниками под руководством Департамента изящных искусств. Фрески отображают историю Таиланда, в том числе современные события, такие как пандемия.
Общая площадь помещений составляет 424 000 квадратных метров. Территория не должна быть огорожена. Площадь зеленых насаждений составляет 115 529 квадратных метров.

### Постройка
Проект был создан в июле 2008 года, когда премьер-министром стал Самак Сунтхаравет.
Запланированный общий бюджет, подписанный 22 января 2009 года, предполагал расходы в 12 млрд. бат на строительство, 200 млн на строительный надзор, 200 млн на дизайн проект, 7 млрд на выкуп земли, 600 млн. — модернизация коммуникаций… и т. д. Стоимость всех работ по созданию нового помещения парламента должна была составить 22,9 миллиарда бат (по плану).
12 августа 2010 был заложен первый камень в фундамент нового комплекса королем Адульядетом.
Прием заявок на торги за контракт по постройке комплекса были открыты 11 июля 2011 года, за 2 года до появления заявки победителя. Контракт был подписан с «Sino-Thai Engineering and Construction Public Company Limited».
Строительство началось 8 июня 2013 года. По проекту дом парламента должен был быть закончен к 2015 году (за 900 дней).
В результате различных проблем окончание строительства четырежды откладывалось, а также рос бюджет. Против компании застройщика подавался иск на 1,6 миллиарда бат за срыв сроков.
Строительство заняло 8 лет.

### Открытие
В 2019 году парламент переехал сюда из зданий расположенных около зоопарка Дусит.
Официальное открытие состоялось 1 мая 2021 года, хотя чиновники заседали с 5 августа 2019 года, несмотря на продолжающиеся строительные работы.

## Перспективы
Предполагается, что работа Парламента в новом здании подтолкнет развитие района, запланирована постройка одиннадцатого моста через реку в Бангкоке, непосредственно вблизи здания планируется расширение автодорог, открытие станции метро в 2026 году, на тот же период запланирована постройка пристани для водного общественного транспорта.

## Недостатки
Ещё на этапе проектирования, когда стало известно, что будет снесено здание школы, начались протесты. Более 500 учеников выступили летом 2008 года против плана застройки. Негатив вызвало отсутствие общественных слушаний и голосований по поводу размещения новых зданий. Для примирения сторон правительство обещало выделить 1 миллиард бат для строительства школы в новом месте по проекту, в разработке которого будут принимать участие ученики.
Во время строительства выяснилось, что количество парковочных мест (1800 по проекту) меньше минимально допустимого (3000 шт.) при данной площади застройки. Частично был изменён проект, что вызвало дополнительные расходы, частично недостаток парковочных мест был компенсирован с помощью аренды излишков парковок в соседних кварталах.
После постройки нового здания Парламента, вступили ограничения на жилищное строительство в окрестностях. Запрещено возводить здания высотой более пяти этажей в радиусе ста метров, и здания высотой более восьми этажей в радиусе двухсот метров.